# Danuše Muzikářová

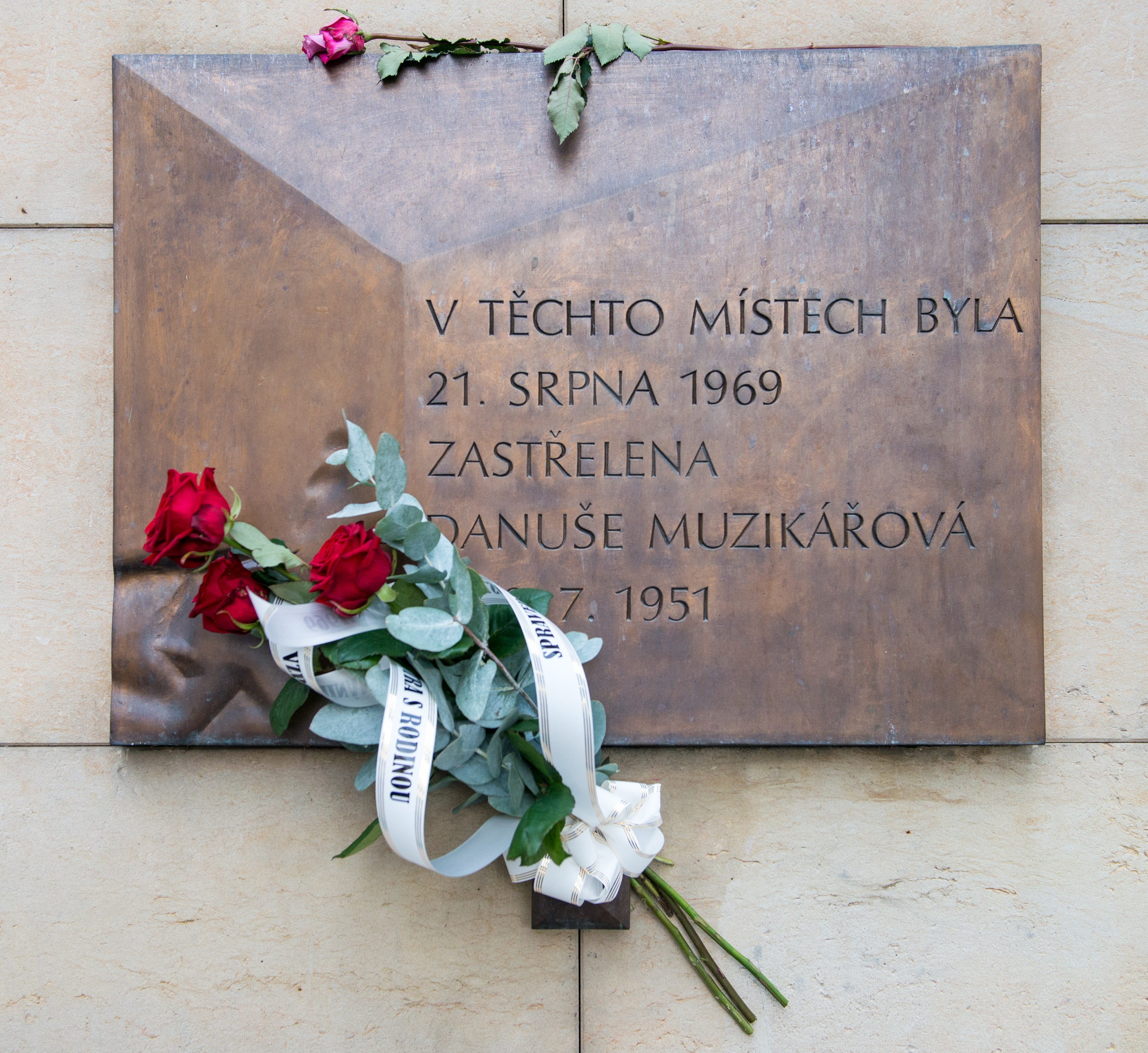
Gedenktafel für Danuše Muzikářová am Moravské náměstí in Brünn

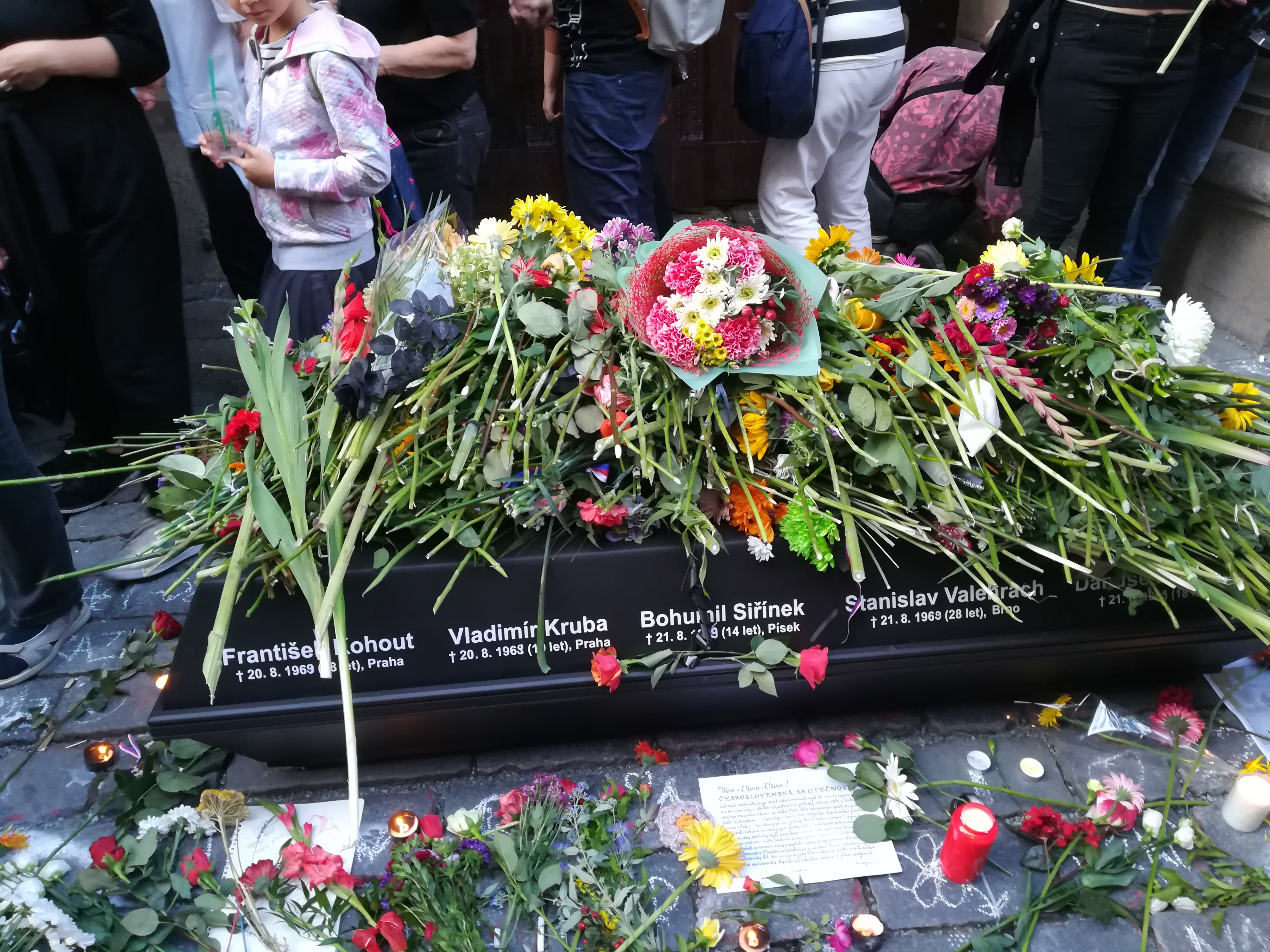
Symbolischer Sarg mit den Namen der fünf Opfer, die bei der Niederschlagung der Proteste vom 20. und 21. August 1969 durch Ordnungskräfte getötet worden sind

Danuše Muzikářová (* 13. Juli 1951 in Brünn; † 21. August 1969 ebenda) wurde Opfer des kommunistischen Regimes der Tschechoslowakei. Sie wurde während der antikommunistischen Proteste zum ersten Jahrestag des Prager Frühlings erschossen.

## Leben und Tod
Ihre Eltern waren Zdena und Jaroslav Muzikářovi, sie hatte eine Schwester namens Jaroslava. In der Kleiderfabrik Kras machte sie ihre Ausbildung zur Herrenschneiderin, daneben widmete sie sich dem Theater und dem Zeichnen.
Sie starb im Alter von nur 18 Jahren. Muzikářová wurde am Moravské náměstí (zu Dt.: Mährischer Platz) in Brünn offenkundig von Milizsoldaten ermordet, die vom Druckerturm aus Schüsse auf die Menge der Demonstranten abgaben. Ihr wurde von hinten in den Kopf geschossen; das Geschoss der Pistole, das in ihrer Nasenhöhle stecken blieb und das belegte, dass sie ein Mitglied der Volksmiliz oder der SNB ermordet haben musste – Soldaten verfügten damals lediglich über Maschinenpistolen –, war nach einigen Tagen verschwunden.
Muzikářovás Körper wurde ins Úrazová Krankenhaus überführt, wo ihn schließlich ihre Eltern vorfanden. Die Bestattung – eine amtlich angeordnete Einäscherung – fand am 28. August im Krematorium des Brünner Zentralfriedhofs statt. Es nahmen daran hunderte Menschen teil, die dabei von einer Menge Staatsicherheitsbeamter überwacht wurde. Die Polizei wollte es der Familie auch nicht erlauben, der Traueranzeige ein Bild der Verstorbenen zu veröffentlichen. Danuše Muzikářová liegt am Friedhof im Brünner Stadtteil Královo Pole begraben.
Bis heute wurden die Verantwortlichen ihrer Ermordung nicht gefasst. Die Ermittlungen wurden auf Anweisung des Sekretärs des Brünner Stadt-, Bezirksausschusses eingestellt. Im Dezember 1989 wurden sie aufgrund der von Jaroslav Muzikář eingereichten Strafanzeige wieder aufgenommen, jedoch ohne Ausgang.

## Würdigung und Gedenken
Im Jahr 2009 wurde Danuše Muzikářová posthum der Václav-Benda-Preis verliehen.
Seit 1991 erinnert eine Gedenktafel am Gebäude mit der Hausnummer 4 am Moravské náměstí an Danuše Muzikářová. Dafür zeichnet der Bildhauer Jiří Sobotka verantwortlich, der eine solche Tafel auch zu Stanislav Valehrachs (am selben Tag erschossen wie Muzikářová) und Viliam Debnárs (ermordet am 21. August 1968) Gedenken geprägt hat.
Am 15. November 2019 wurde im Rahmen des Projekts Letzte Adresse eine weitere Gedächtnistafel am Haus Kounicova 69 angebracht, wo die Familie Muzikář im Jahr 1969 gelebt hatte.
Am 17. November 2019, dem 30. Jahrestag der Samtenen Revolution, wurde der Park zwischen dem Statthalterpalast und der Rooseveltstraße auf Entscheidung des Brünner Stadtrats feierlich zum Danuše-Muzikářová-Park umbenannt.